# Sankt-Macartin-Kathedrale von Enniskillen

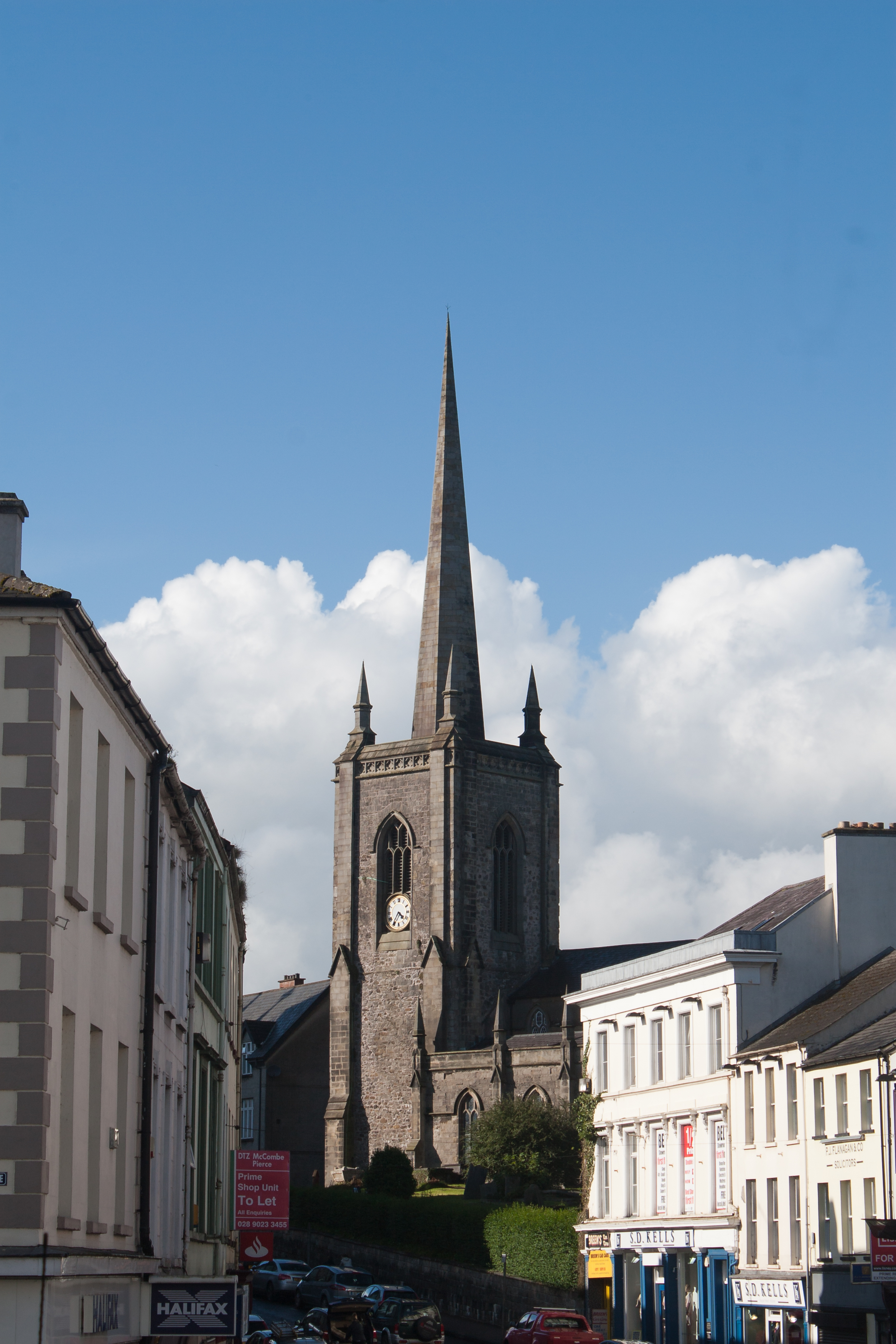
Die Kathedrale von der Church Street aus gesehen

Die Sankt-Macartin-Kathedrale von Enniskillen (englisch St. Macartin’s Cathedral of Enniskillen) ist eine von zwei Bischofskirchen der anglikanischen Diözese Clogher, die ihren Sitz in Clogher hat. Zunächst wurde in Enniskillen um 1627 eine Sankt Anna gewidmete Kirche errichtet; diese wurde 1842 durch einen wesentlich größeren Neubau im neugotischen Stil ersetzt, wobei Teile des alten Kirchturms noch übernommen wurden. 1921 wurde die Kirche durch einen Beschluss der Generalsynode der Church of Ireland zur Kathedrale erhoben und dabei entsprechend dem Patron des Bistums umgewidmet. Die Schreibweise Macartin weicht dabei von der anderen Kathedrale der gleichen Diözese in Clogher ab, wo der Patron Macartan (irisch Mac Caorthainn) genannt wird. Die Kathedrale ist zwei in Enniskillen früher stationierten Regimentern verbunden, den Royal Inniskilling Dragoons und den Royal Inniskilling Fusiliers. Das nördliche Seitenschiff dient als Kapelle der Regimental Association.

## Geschichte
Im 17. Jahrhundert war Enniskillen ein wichtiges Zentrum zur Ansiedlung von Bevölkerung aus Schottland und England. Der Ortskern liegt auf einer Insel des Erne; um 1627 wurde auf der höchsten Erhebung dieser Insel die Kirche in traditioneller Ausrichtung mit dem Altar nach Osten ausgerichtet, obwohl diese von der Richtung der das Stadtzentrum durchquerenden Hauptstraße abweicht, die von Nordwesten nach Südosten verläuft. Die erste Kirche hatte eine Länge von 15 Metern und war mit Schindeln bedeckt, die 1739 durch Schiefer ersetzt wurden. Problematisch war der Turm. 1721 wurde dieser um eine aufwendige Turmspitze ergänzt, die damals über 58 Pfund kostete, aber bereits 1734 repariert werden musste. Bei dieser Gelegenheit wurde der Turm zu ambitioniert erhöht, so dass es zu statischen Problemen kam. Deswegen wurde die Spitze des Turms 1832 wieder abgebrochen und dies zum Anlass genommen, mit einem Neubau zu beginnen. Dieser war ohnehin angemessen, da die Kirche für die merklich gewachsene Stadt viel zu klein geworden war.

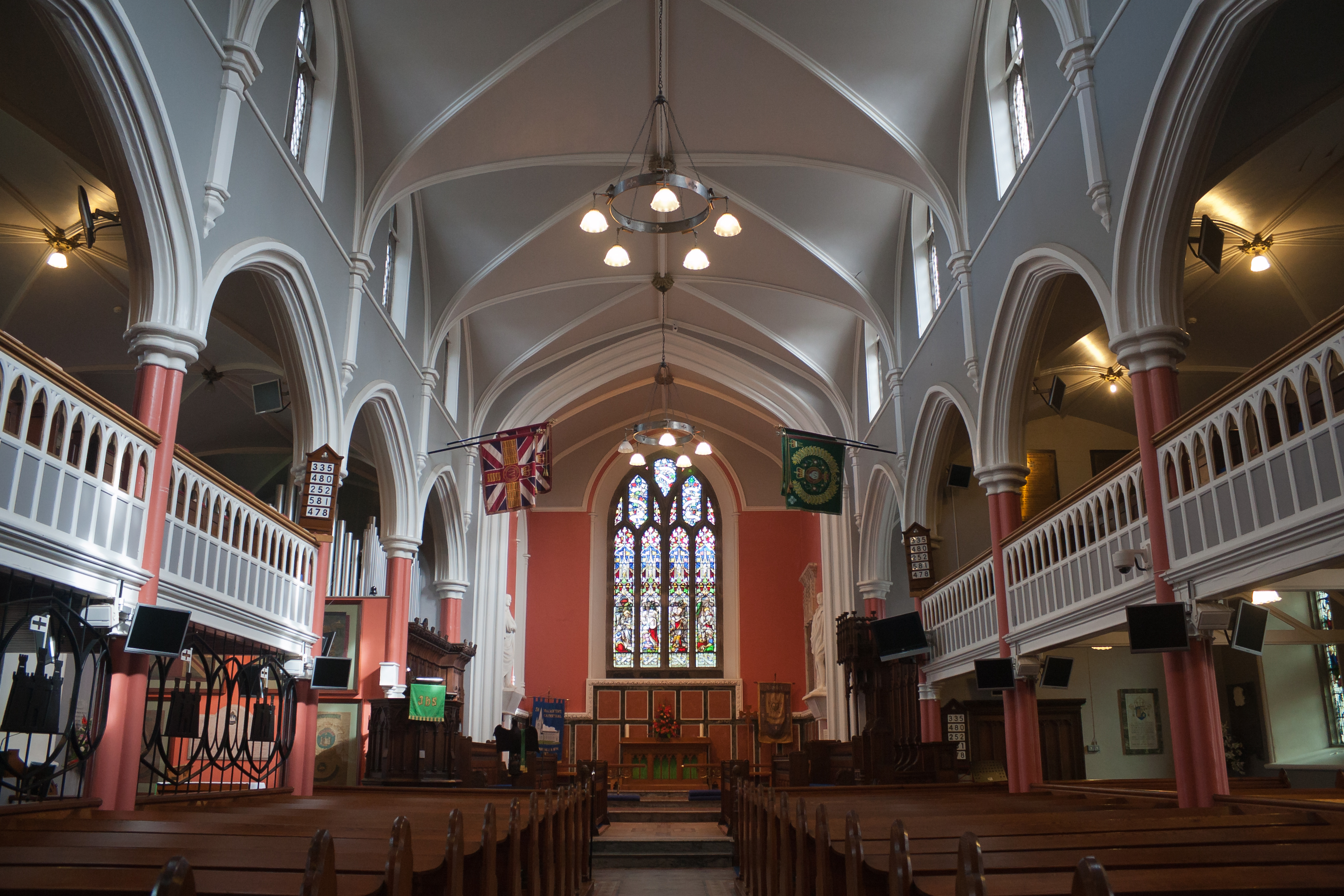
Innenansicht der Kirche mit dem Blick zum Altar und dem der Auferstehung gewidmeten und 1856 installierten Ostfenster von William Warrington aus London

Es ist unklar, ob die Gestaltung der 1841 errichteten und 1842 eingeweihten Kirche auf den zur Ecclesiastical Commission gehörenden Dubliner Architekten William Farrell († 1851) oder den relativ unbekannten Thomas Elliott aus Ballygonnell zurückgeht. Denkbar ist, dass Farrell der Architekt war und Elliott die Bauarbeiten übernahm. Williams zweifelt nicht daran, dass Farrell der Architekt gewesen ist. Farrell war zwar in erster Linie für seine Arbeiten im neo-klassizistischen Stil bekannt, hat aber auch gelegentlich Kirchen in dem älteren Perpendicular-Stil der Neugotik aus der Zeit vor A. W. N. Pugin entworfen. Abgesehen von der Verlängerung der Kirche um knapp über 5 m im Jahr 1889 und den Anpassungen an den Kathedralstatus 1923 ist die Kirche seitdem kaum verändert worden.
Die Generalsynode der anglikanischen Kirche in Irland beschloss 1921 auf Antrag des Lt-Col. John Madden († 1935) die Kirche zur zweiten Kathedrale des Bistums von Clogher zu erheben. Begründet wurde dies u. a. damit, dass Clogher als historischer Sitz zu klein und zu abgelegen sei. Zwar schwang auch die Hoffnung mit, dass auch der Bischofssitz und die Verwaltung nach Enniskillen verlagert würden, aber das ist bislang nicht erfolgt. Stattdessen besitzt die Diözese zwei gleichberechtigte Kathedralen, und jeder neue Bischof muss in beiden Kathedralen in sein Amt eingesetzt werden. Entsprechend gibt es auch zwei Kathedrae und zwei Chorgestühle. Der neue Status wurde auch zum Anlass genommen, die Kathedrale dem Patron der Diözese zu widmen, wobei es aus unbekannten Gründen zu einer abweichenden Schreibweise kam.
1970 wurde das nördliche Seitenschiff als Regimentskapelle für die damals in Enniskillen stationierten Royal Inniskilling Dragoons (Kavallerie) und die Royal Inniskilling Fusiliers (Infanterie) eingerichtet. Die Gestaltung übernahm John Storie, der die Kapelle mit einem schmiedeeisernen Gitter abtrennte, das mit dem Burgwappen der Regimenter verziert ist, eine Zedernholzdecke installierte und einen Altar aus Teak, ebenfalls mit dem Wappen versehen, an die Ostwand des Seitenschiffes setzte. Die Gestaltung wird übereinstimmend als wenig glücklich empfunden.

## Architektur und Ausstattung

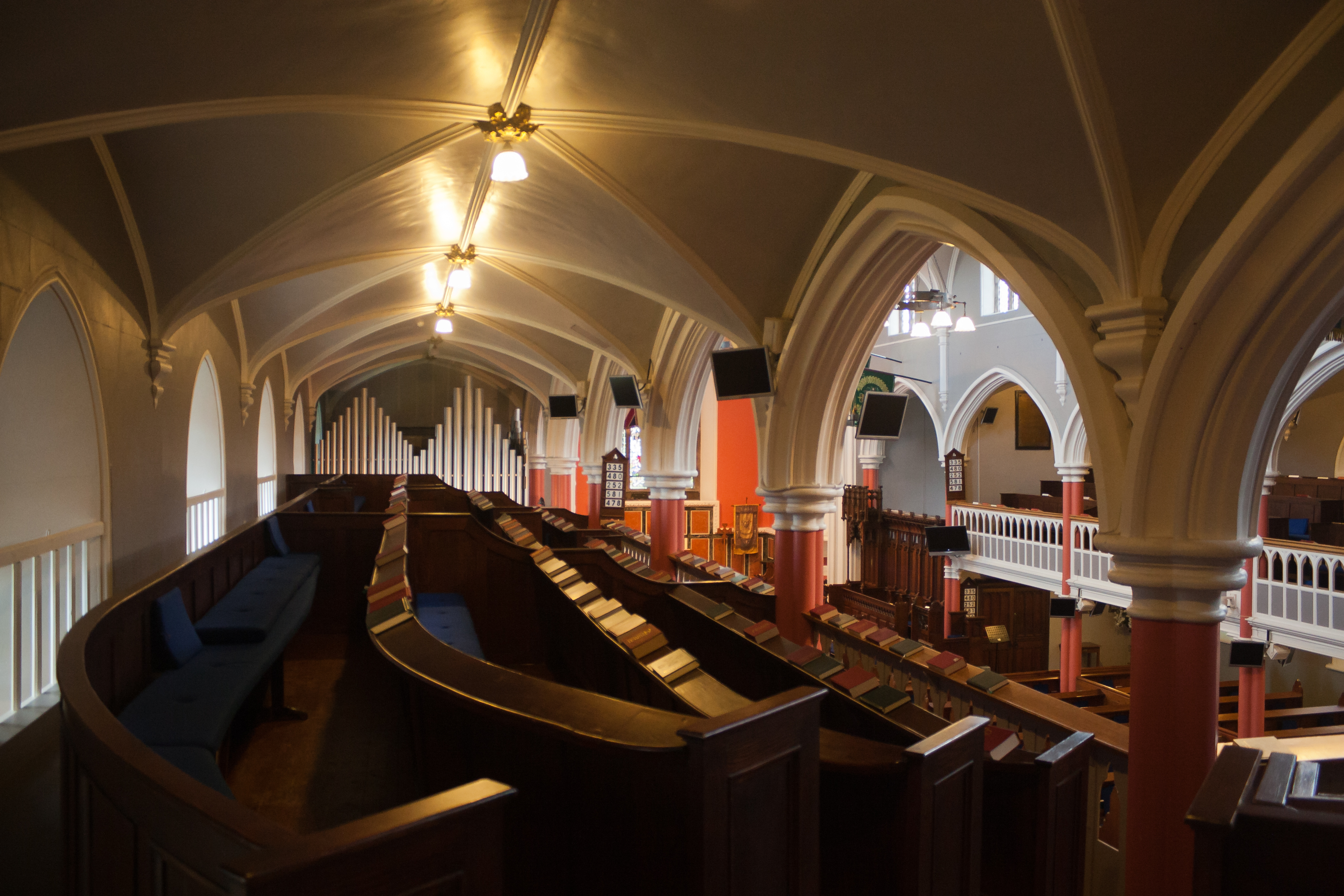
Blick aus der Galerie im nördlichen Seitenschiff in das Kirchenschiff und die gegenüberliegende Galerie

Der Eingang in die Kirche führt durch den älteren Turm, der wegen des neuen 1841 sehr viel breiter gewordenen sechs-jochigen Kirchenschiffs nicht mehr mittig steht, in das Kirchenschiff mit seinen beiden kürzeren Seitenschiffen. Die Innengestaltung hat drei sehr deutlich voneinander abgegrenzte Ebenen: zuerst die untere Ebene mit dem eben gestellten Kirchengestühl, dann die mittlere auf drei Seiten umlaufende Galerie mit engem, in separaten Abteilungen nach außen jeweils aufsteigend eingerichteten Gestühl und die obere mit den Obergadenfenster, über die der größte Teil des Lichts hineinfällt. Typisch für den frühen neugotischen Stil ist das Kreuzrippengewölbe in einer nicht-tragenden Ausführung in Stuck. Der Chor nimmt mit dem Chorgestühl und der neuen Orgel das letzte Joch ein, bevor sich die rechteckige Apsis mit dem Altar und dem Chorfenster anschließt. Geschmückt wird der Altarraum durch zwei überlebensgroße Statuen von Nachkommen William Coles, die später als Earls of Enniskillen zum britischen Hochadel zählten, und dem der Auferstehung gewidmeten viergliedrigen Ostfenster, das von William Warrington in London gestaltet und 1856 installiert wurde und bemerkenswerterweise die Verlagerung der Ostwand von 1889 überstand.

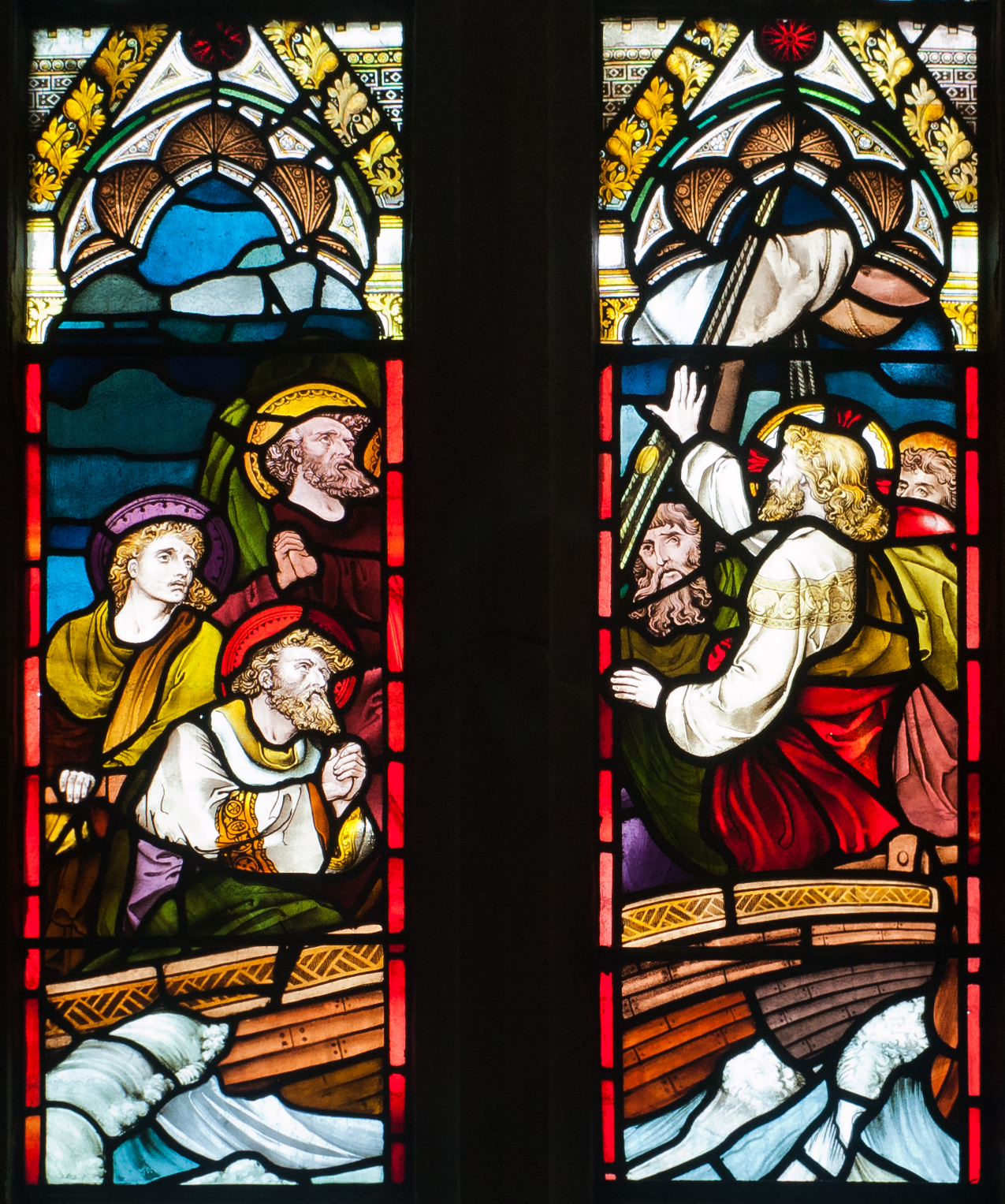
Ausschnitt eines Fensters im nördlichen Seitenschiff, das die Stillung des Sturms darstellt

Die Kirchenfenster in den Seitenschiffen werden jeweils durch die Galerien unterteilt, so dass die längeren zweigliedrigen und oben durch ein bienenwabenförmiges Oberlicht abgeschlossenen Maßwerkfenster geteilt und das Gestühl in der Galerie teilweise verdeckt werden. Im südlichen Seitenschiff sind in westöstlicher Richtung ein von C.W.S. Design aus Lisburn gestaltetes Fenster mit Jesus als gutem Hirten und das Licht der Welt, ein der Kindersegnung Jesu gewidmetes Fenster, ein von Franz Mayer & Co. hergestelltes und das Martyrium von Stephanus darstellendes Fenster und schließlich eines, das der Bergpredigt gewidmet ist.
Das westlichste Kirchenfenster im nördlichen Seitenschiff beginnt mit einer Darstellung der Stillung des Sturms, umgeben von den vier Evangelistensymbolen. Es folgt das 1993 installierte und ebenfalls von C.W.S. Design gestaltete Fenster mit den Insignien der Enniskillener Regimente und schließlich neben dem Altar der Regimentskapelle eine Darstellung des heiligen Georg mitsamt dem Insigne der Enniskillener Infanterie.